# Micropterix ibericella
Micropterix ibericella is een vlinder uit de familie van de Oermotten (Micropterigidae). De soort is voor het eerst wetenschappelijk beschreven door Aristide Caradja in een publicatie uit 1920.
De soort komt voor in Portugal en Spanje.